# Cormeilles, Oise

Cormeilles este o comună în departamentul Oise, Franța. În 2009 avea o populație de 352 de locuitori.